# Nenenia aurulenta
Nenenia aurulenta är en skalbaggsart som beskrevs av Francis Polkinghorne Pascoe 1886. Nenenia aurulenta ingår i släktet Nenenia och familjen långhorningar. Inga underarter finns listade i Catalogue of Life.